# 菊地利夫
菊地 利夫（きくち としお、1916年8月10日 - 2011年10月30日）は、日本の地理学者。
岩手県一ノ関生まれ。北海道名寄中学校卒、東京高等師範学校卒、1942年東京文理科大学理学部地理学科卒、海軍予備学生として入営、大尉で敗戦。46年市川市立国府台高等学校教諭、47年千葉師範学校助教授、1950年千葉大学教育学部助教授、57年教授、「新田開発の地理学的研究」で東北大学理学博士、1976年筑波大学教授、79年定年退官、名誉教授、流通経済大学教授。

## 著書
- 『千葉縣 わが郷土』清水書院 社會科郷土シリーズ 1949
- 『アジアの国と人びと』金子書房 少年図書館選書 1953
- 『新田開発』古今書院 1958
- 『房総半島』古今書院 1959
- 『地理学習の原理と方法』金子書房 1960
- 『新田開発』至文堂 日本歴史新書　1963
- 『房総半島の地域診断』大明堂 1966
- 『地誌学習の改造と基本的指導事項』明治図書出版 1969
- 『東京湾史』大日本図書 環境科学ライブラリー 1974
- 『歴史地理学方法論』大明堂 1977
- 『房総半島』大明堂 1982
- 『日本歴史地理概説』古今書院 1984
- 『続・新田開発 事例編』古今書院 1986

### 共編著
- 『精解地理』鈴木精一郎共著 法文社 1964
- 『講座社会科地誌学習の改造』編 明治図書出版 1970
- 『過疎と森林の生態学』編著 水利科学研究所 中央公論事業出版（製作）,1971
- 『高校地理教育の原理と方法』編著 古今書院 1976

## 論文
- <菊地利夫